# Wershofen
Wershofen là một đô thị thuộc huyện Ahrweiler, trong bang Rheinland-Pfalz, phía tây nước Đức. Đô thị Wershofen có diện tích 14,36 km², dân số thời điểm ngày 31 tháng 12 năm 2006 là 897 người.